# Archipel de Chiloé
L'archipel de Chiloé (en espagnol : Archipiélago de Chiloé; prononcez [tʃi.lo.ˈe]) est un groupe d'îles au large des côtes chiliennes, dans la région de Los Lagos.

## Histoire
L'archipel de Chiloé fut occupé par le navigateur néerlandais Hendrik Brouwer en 1643. Brouwer signa un pacte avec les amérindiens autochtones Mapuches, mais meurt le 7 août 1643 et l'archipel intègre la Vice-royauté du Pérou.
L'archipel fut le dernier bastion de l'autorité coloniale espagnole pendant la guerre d'indépendance du Chili. En 1819, le marin français Georges Beauchef rejoint la toute nouvelle Marine chilienne sous le commandement du mercenaire britannique Lord Cochrane. En février 1820, Beauchef mène un assaut amphibie sur la baie fortifiée de Corral menant à la prise de Valdivia d'où il chasse les Espagnols tandis que Cochrane se dirige vers l'île de Chiloé. Beauchef quitte alors Valdivia pour expulser les Espagnols d'Osorno. Le 14 janvier 1826, la bataille de Bellavista obligea les troupes espagnoles à se retirer vers Castro, dans l'île de Chiloé.